# Przyjaciel Ludu
Przyjaciel Ludu – tygodnik ilustrowany o tematyce społeczno-politycznej, wydawany w okresie zaboru austriackiego, założony w kwietniu 1889 we Lwowie przez Bolesława Wysłoucha i Józefa Jaegermanna a następnie w latach 1889–1902 redagowany przez małżeństwo Wysłouchów. Pismo drukowano początkowo w nakładzie 1000, potem w 1894 r. – 2 tys. egz. Po zniesieniu kaucji dziennikarskich wychodziło ono trzy razy miesięcznie w nakładzie do 3 tys. egz., by w 1900 r. przejść na częstotliwość tygodniową. Pismo propagowało polityczne uświadomienie wiejskiego ludu poprzez artykuły programowe, ale przede wszystkim poprzez ukazywanie krzywdy ludu i jego potrzeb, opierając się na licznych przykładach, zawartych w listach swoich wiejskich czytelników. Wysłouch był wolnomyślicielem i doskonale rozumiał antyklerykalizm chłopski w Galicji, mający swe społeczne uzasadnienie, niemniej jednak starał się w „Przyjacielu Ludu” nie występować przeciw religii. Mimo to spowodował szereg ataków ze strony hierarchii kościelnej i prasy katolickiej, z którymi musiał polemizować. Ogromnie wiele zdziałał na rzecz spopularyzowania na wsi kanonu narodowej literatury oraz historii walk społecznych i narodowych. Od 1895 r. stał się „Przyjaciel L udu” organem powstałego w Rzeszowie Stronnictw a Ludowego, do którego animatorów i członków władz należał Wysłouch. Po przejęciu pisma przez wychowanka Wysłouchów, działacza ludowego, Jana Stapińskiego, w 1902 r. i przeniesieniu redakcji do Krakowa w latach 1903–1914 nakład jego wzrósł od 3 do 10 tys. egz. W tym czasie pismo znacznie zradykalizowało swój przekaz. W okresie I wojny światowej pismo nie wychodziło. Zostało wznowione w 1919 roku, a w latach 30. było organem prasowym Stronnictwa Ludowego. Przestało wychodzić w 1933 roku. Ze względu na antyklerykalny kierunek było ono zwalczane przez Kościół rzymsko-katolicki. W listopadzie 1903 r. biskup tarnowski Leon Wałęga w okólniku skierowanym do księży zakazywał wiernym czytania „Przyjaciela Ludu”. Podobnie postąpił w 1924 biskup przemyski Józef Sebastian Pelczar.
Ponownie wznowiono jego wydawanie po II wojnie światowej w Warszawie (1946–1947).